# Xian de Bomi
Pour les articles homonymes, voir Bomi.
Le xian de Bomi (波密县 ; pinyin : Bōmì Xiàn) est un district administratif de la région autonome du Tibet en Chine. Il est placé sous la juridiction de la préfecture de Nyingchi.

## Démographie
La population du district était de 27 169 habitants en 1999.
La ville de Zhamo, (Zamo) comptait 6 651 habitants en 2000.

### Lien externe

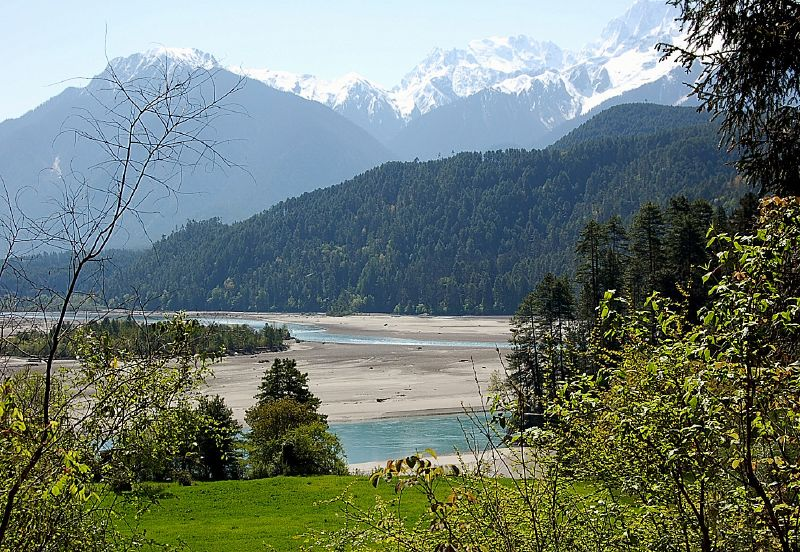
Paysage de la réserve naturelle de Gangxiang

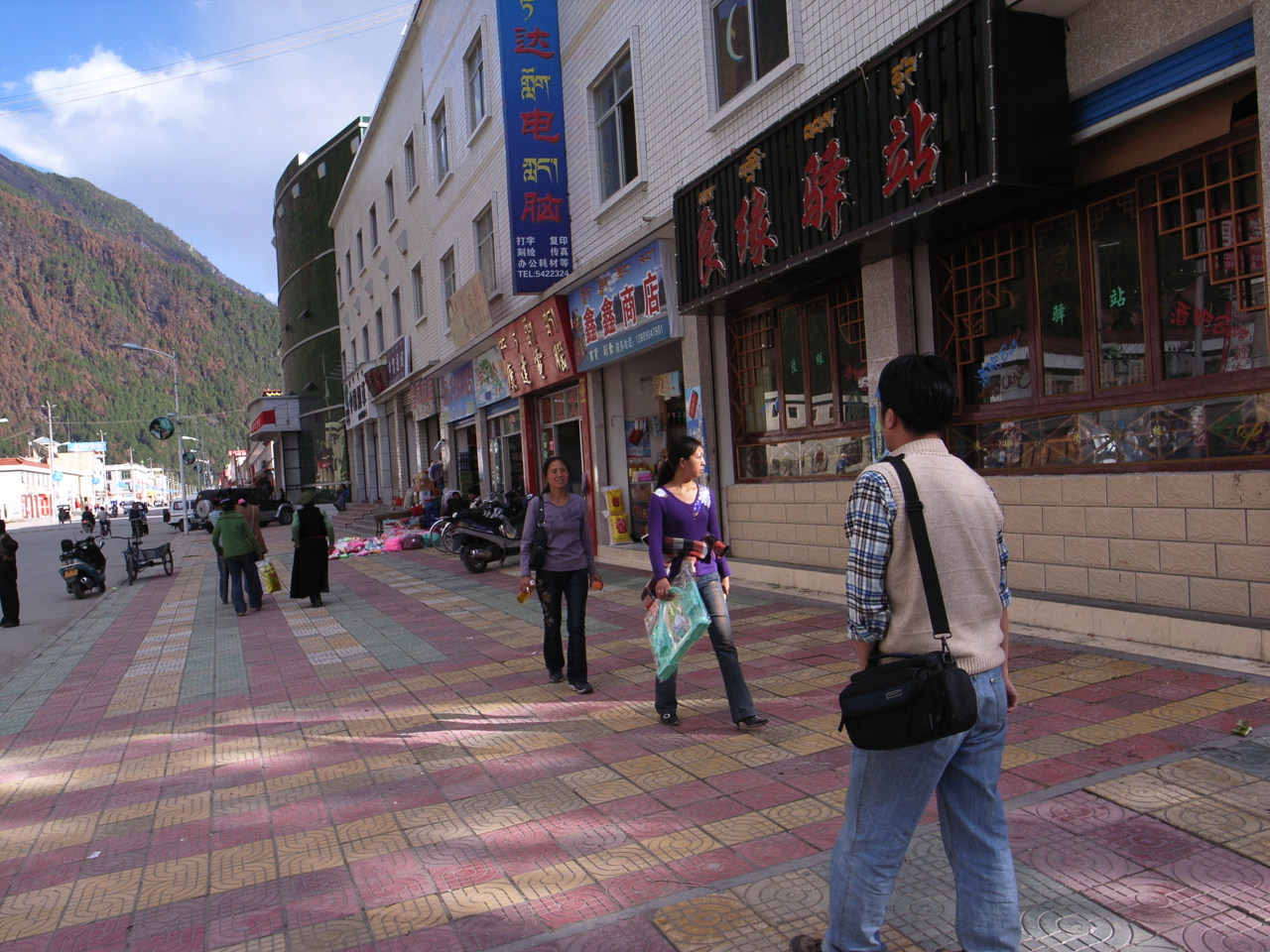
Une rue de Zhamu